# 110-я танковая бригада
110-я танковая Знаменская Краснознаменная орденов Суворова, Кутузова, Александра Невского бригада — танковая бригада Красной армии в годы Великой Отечественной войны. Сокращённое наименование — 110 тбр.

## Формирование и организация
110-я танковая бригада начала формироваться на основании Директивы НКО № 723499сс от 15.02.1942 г. Формирование проходило в Сталинградском АБТ центре (Саратов). Директива НКО № 726019 от 23.06.1942 г.

## Боевой и численный состав
Бригада сформирована по штатам №№ 010/345-010/352 от 15.02.1942 г. (только вместо отб по штату № 010/346 в бригаде были отб по штату 010/394 и 010/397):
- Управление бригады [штат № 010/345]
- 311-й отд. танковый батальон (штат № 010/394)
- 441-й отд. танковый батальон (штат № 010/397)
- Мотострелково-пулеметный батальон [штат № 010/347]
- Противотанковая батарея [штат № 010/348]
- Зенитная батарея [штат № 010/349]
- Рота управления [штат № 010/350]
- Рота технического обеспечения [штат № 010/351]
- Медико-санитарный взвод [штат № 010/352]

Директивой ГШКА № 994214 от 01.10.1942 г. переведена на штаты №№ 010/270-010/277 от 31.07.1942:
- Управление бригады [штат № 010/270]
- 311-й отд. танковый батальон [штат № 010/271]
- 441-й отд. танковый батальон [штат № 010/272]
- Мотострелково-пулеметный батальон [штат № 010/273]
- Истребительно-противотанковая батарея [штат № 010/274]
- Рота управления [штат № 010/275] Рота технического обеспечения [штат № 010/276]
- Медико-санитарный взвод [штат № 010/277]

Директивой ГШ КА № орг/3/2298 от 02.03.1944 г. переведена на штаты №№ 010/500-010/506:
- Управление бригады [штат № 010/500]
- 1-й танковый батальон [штат № 010/501]
- 2-й танковый батальон [штат № 010/501]
- 3-й танковый батальон [штат № 010/501]
- Моторизованный батальон автоматчиков [штат № 010/502]
- Зенитно-пулеметная рота [штат № 010/503]
- Рота управления [штат № 010/504]
- Рота технического обеспечения [штат № 010/505]
- Медсанвзвод [штат № 010/506]

### Численный состав
| Дата            | Объединение        | Личный состав | Типы танков (исправных/неисправных) | Всего | Примечание                                    |
| --------------- | ------------------ | ------------- | ----------------------------------- | ----- | --------------------------------------------- |
| 01.07.1942 года | Воронежский фронт  | 1 218         | 44 Т 34; 21 Т 60;                   | 64    | ЦАМО РФ. ф. 38, оп. 11373, д. 150             |
| 30.11.1942 года | Юго-Западный фронт | 1 160         | 32 Т 34; 21 Т 70                    | 53    | ЦАМО РФ. ф. 38, оп. 11373, д. 150             |
| 05.07.1943 года | 18 тк, 5 гв. ТА    | 1 145         | 32 Т 34; 21 Т 70, 3 БА 64           | 53    |                                               |
| 11.07.1943 года | 18 тк, 5 гв. ТА    |               | 22/2 Т 34; 21 Т 70                  | 45    | "Красная Армия в победах и поражениях" с. 254 |

## Подчинение
Периоды вхождения в состав Действующей армии:
- с 02.12.1941 по 10.03.1943 года.
- с 26.03.1943 по 30.11.1943 года.
- с 10.06.1944 по 04.09.1944 года.
- с 30.10.1944 по 09.05.1945 года.

| Дата          | Фронт (округ)                | Армия                          | Корпус               | Дивизия | Бригада | Примечания |
| ------------- | ---------------------------- | ------------------------------ | -------------------- | ------- | ------- | ---------- |
| 01.03.1942 г  | Приволжский военный округ    |                                |                      |         |         |            |
| 01.04.1942 г. | Приволжский военный округ    |                                |                      |         |         |            |
| 01.05.1942 г. | Приволжский военный округ    |                                |                      |         |         |            |
| 01.06.1942 г. | Приволжский военный округ    |                                |                      |         |         |            |
| 01.07.1942 г. | РВГК                         |                                | 18-й танковый корпус |         |         |            |
| 01.08.1942 г. | Воронежский фронт            | 60-я армия                     | 18-й танковый корпус |         |         |            |
| 01.09.1942 г. | Воронежский фронт            | 60-я армия                     | 18-й танковый корпус |         |         |            |
| 01.10.1942 г. | Воронежский фронт            | 60-я армия                     | 18-й танковый корпус |         |         |            |
| 01.11.1942 г. | Приволжский военный округ    |                                | 18-й танковый корпус |         |         |            |
| 01.12.1942 г. | Юго-западный фронт           |                                | 18-й танковый корпус |         |         |            |
| 01.01.1943 г  | Юго-западный фронт           | 1-я гвардейская армия          | 18-й танковый корпус |         |         |            |
| 01.02.1943 г  | Юго-западный фронт           |                                | 18-й танковый корпус |         |         |            |
| 01.03.1943 г. | Юго-западный фронт           | 1-я гвардейская армия          | 18-й танковый корпус |         |         |            |
| 01.04.1943 г. | РВГК                         |                                | 18-й танковый корпус |         |         |            |
| 01.05.1943 г. | Сталинградский военный округ |                                | 18-й танковый корпус |         |         |            |
| 01.06.1943 г. | Сталинградский военный округ |                                | 18-й танковый корпус |         |         |            |
| 01.07.1943 г  | РГВК                         |                                | 18-й танковый корпус |         |         |            |
| 01.08.1943 г. | Воронежский фронт            | 5-я гвардейская танковая армия | 18-й танковый корпус |         |         |            |
| 01.09.1943 г. | Сталинградский фронт         | 5-я гвардейская танковая армия | 18-й танковый корпус |         |         |            |
| 01.10.1943 г. | РВГК                         | 5-я гвардейская танковая армия | 18-й танковый корпус |         |         |            |
| 01.11.1943 г  | 2-й Украинский фронт         | 5-я гвардейская танковая армия | 18-й танковый корпус |         |         |            |
| 01.12.1943 г  | 2-й Украинский фронт         | 5-я гвардейская танковая армия | 18-й танковый корпус |         |         |            |
| 01.01.1944 г  | 2-й Украинский фронт         | 5-я гвардейская танковая армия | 18-й танковый корпус |         |         |            |
| 01.02.1944 г  | 2-й Украинский фронт         | 5-я гвардейская танковая армия | 18-й танковый корпус |         |         |            |
| 01.03.1944 г  | 2-й Украинский фронт         | 5-я гвардейская танковая армия | 18-й танковый корпус |         |         |            |
| 01.01.1944 г  | 2-й Украинский фронт         | 5-я гвардейская танковая армия | 18-й танковый корпус |         |         |            |
| 01.02.1944 г  | 2-й Украинский фронт         | 5-я гвардейская танковая армия | 18-й танковый корпус |         |         |            |
| 01.03.1944 г  | 2-й Украинский фронт         | 5-я гвардейская танковая армия | 18-й танковый корпус |         |         |            |
| 01.04.1944 г  | 2-й Украинский фронт         | 5-я гвардейская танковая армия | 18-й танковый корпус |         |         |            |
| 01.04.1944 г  | 2-й Украинский фронт         | 5-я гвардейская танковая армия | 18-й танковый корпус |         |         |            |
| 01.05.1944 г  | 2-й Украинский фронт         |                                | 18-й танковый корпус |         |         |            |
| 01.06.1944 г  | 2-й Украинский фронт         |                                | 18-й танковый корпус |         |         |            |
| 01.07.1944 г  | 2-й Украинский фронт         |                                | 18-й танковый корпус |         |         |            |
| 01.08.1944 г  | 2-й Украинский фронт         |                                | 18-й танковый корпус |         |         |            |
| 01.09.1944 г  | 2-й Украинский фронт         | 6-я танковая армия             | 18-й танковый корпус |         |         |            |
| 01.10.1944 г  | 2-й Украинский фронт         | 53-я армия                     | 18-й танковый корпус |         |         |            |
| 01.11.1944 г  | 2-й Украинский фронт         |                                | 18-й танковый корпус |         |         |            |
| 01.12.1944 г  | 3-й Украинский фронт         |                                | 18-й танковый корпус |         |         |            |
| 01.01.1945 г  | 3-й Украинский фронт         |                                | 18-й танковый корпус |         |         |            |
| 01.02.1945 г  | 3-й Украинский фронт         |                                | 18-й танковый корпус |         |         |            |
| 01.03.1945 г  | 3-й Украинский фронт         |                                | 18-й танковый корпус |         |         |            |
| 01.04.1945 г  | 3-й Украинский фронт         |                                | 18-й танковый корпус |         |         |            |
| 01.05.1945 г  | 3-й Украинский фронт         |                                | 18-й танковый корпус |         |         |            |

## Командиры

### Командиры бригады
- Угрюмов Степан Иванович, врид майор в июне 1942 года[1]
- Павлов, Андрей Михайлович, полковник, врид, 03.07.1942 - 09.07.1942 года
- Айзенберг Исаак Ильич, подполковник (отстранен от должности «за неоднократную трусость в бою»[2]) 26.07.1942 - 19.09.1942 года.[3]
- Кий Иван Иванович, подполковник, на сентябрь 1942 года
- Каплюченко Фёдор Кузьмич, подполковник (18.12.1942 тяжело ранен - ОБД), ид. 16.09.1942 - 18.12.1942 года,
- Гойзман Дмитрий Лазаревич, ст. батальон. комиссар, врио,18.12.1942 года[4]
- Гузенко Пётр Фёдорович, майор (18.01.1943 ранен), врио, на  18.01.1943 года,
- Каплюченко Фёдор Кузьмич, подполковник, с 11.01.1943 полковник, 16.02.1943 года, ид
- Каплюченко Фёдор Кузьмич, полковник (23.02.1943 погиб в бою - ОБД), 16.02.1943 - 23.02.1943 года.[5]
- Гойзман Дмитрий Лазаревич, ст. батальон. комиссар,врид, 23.02.1943 - 10.03.1943 года
- Колесников Иван Михайлович, полковник,ид,10.03.1943 - 24.06.1943 года.[6]
- Колесников Иван Михайлович, полковник (23.07.1943 ранен и эвакуирован в госпиталь), 24.06.1943 - 23.07.1943 года.
- Хлюпин Михаил Григорьевич, подполковник, врио, 24.07.1943 года [7]
- Колесников Иван Михайлович, полковник (20.10.1943 ранен и эвакуирован в госпиталь), 20.10.1943 года.
- Решетников Иван Фомич, подполковник, врио,20.10.1943 - 00.11.1943 года.[8]
- Колесников Иван Михайлович, полковник (10.01.1944 тяжело ранен и контужен), 00.11.1943 - 10.01.1944 года.
- Решетников Иван Фомич, подполковник,врио,10.01.1944 - 06.02.1944 года.
- Лазутин Тимофей Николаевич, майор,врио,03.02.1944 года.[9]
- Решетников Иван Фомич, полковник,02.08.1944 - 01.02.1945 года.
- Шевченко Никита Селиверстович, подполковник, врид, 25.01.1945 - 09.03.1945 года.[10]
- Ежелов Николай Васильевич, подполковник.10.03.1945 - 01.06.1945 года.[11]

### Начальники штаба бригады
- Беличев, майор (в июле 1942 погиб в бою)
- Пелих, подполковник,на 09.1942 года
- Пайзанский Алексей Александрович, подполковник (тяжело ранен 18.12.1942)  на 18.12.1942 года[12]
- Чунихин Николай Петрович, подполковник (28.12.1942 ранен) 18.12.1942 - 31.05.1943 года[13]
- Зыков Пётр Емельянович, ст. лейтенант,ид на 01.1943 года[14]
- Тицкий, капитан.врид, на 08.1943 года.,
- Решетников Иван Фомич, майор, подполковник (17.07.1943 ранен )00.10.1943 года
- Чунихин Николай Петрович, подполковник. 18.12.1942 - 31.05.1943 года
- Иванов, майор,на 10.43, 11.1943 года
- Шевченко Никита Селиверстович, подполковник, 00.08.1944 - 00.01.1945 года
- Пехтерев Михаил Андреевич, подполковник, 16.04.1945 года.[15]

### Заместитель командира бригады по строевой части
- Угрюмов Степан Иванович, майор (в июне 1942 ранен и эвакуирован в госпиталь)00.05.1942 - 00.06.1942 года
- Гойзман Дмитрий Лазаревич, ст. батальон. комиссар (убыл на учебу)00.11.1942 - 00.04.1943 года
- Хлюпин Михаил Григорьевич, подполковник (тяжело ранен и эвакуирован в госпиталь). 00.05.1943 - 00.10.1943 года
- Решетников Иван Фомич, подполковник ,00.10.1943 - 00.08.1944 года
- Шевченко Никита Селиверстович, подполковник,00.01.1945 - 00.04.1945 года.

## Отличившиеся воины
| Награда | Ф. И.О                           | Звание            | Должность                                                              | Дата награждения   | Примечания |
| ------- | -------------------------------- | ----------------- | ---------------------------------------------------------------------- | ------------------ | ---------- |
|         | Городецкий, Василий Романович    | красноармеец      | автоматчик моторизированного батальона 110-й танковой бригады          | 29 июня 1945 года  |            |
|         | Калинин Гавриил Григорьевич      | младший лейтенант | командир танка 441-го танкового батальона 110-й танковой бригады       | 31 марта 1943 года |            |
|         | Козлов, Николай Михайлович       | младший лейтенант | командир танка 441-го танкового батальона 110-й танковой бригады       | 10 марта 1944 года |            |
|         | Романенко, Георгий Александрович | старший лейтенант | командир роты танков 441-го танкового батальона 110-й танковой бригады | 10 марта 1944 года |            |
|         | Щербаков, Василий Самуилович     | старший лейтенант | командир взвода танков 3-го танкового батальона 110-й танковой бригады | 24 марта 1945 года |            |

## Награды и наименования
| Награда, наименование              | Дата                                        | За что получена |
| ---------------------------------- | ------------------------------------------- | --- |
| Орден Красного Знамени             | Указ Президиума ВС СССР от 13.02.1944 года. | За образцовое выполнение боевых заданий командования в боях за освобождение города Звенигородка и проявленные при этом доблесть и мужество.                                                |
| Почётное наименование "Знаменская" | Приказ ВГК от 10.12.1943 года.              | В ознаменование одержанной победы и отличие в боях при освобождении г. Знаменка. |
| Орден Суворова II степени          | Указ Президиума ВС СССР от 26.04.1945 года. | За образцовое выполнение заданий командования в боях с немецкими захватчиками при овладении городами Секешфехервар, Мор, Зирез, Веспрем, Эньинг и проявленные при этом доблесть и мужество |
| Орден Кутузова II степени          | Указ Президиума ВС СССР от 15.09.1944 года. | За образцовое выполнение заданий командования в боях с немецкими захватчиками, за овладение городом Кишинев и проявленные при этом доблесть и мужество                                     |
| Орден Александра Невского (СССР)   | Указ Президиума ВС СССР от 05.04.1945 года. | За образцовое выполнение заданий командования в боях с немецкими захватчиками, за овладение городом Будапешт и проявленные при этом доблесть и мужество                                    |